# Чемпіонат України з гандболу серед жінок 2017—2018
Чемпіонат України з гандболу серед жінок (жіноча Суперліга) 2017/2018 — двадцять сьомий чемпіонат України

## Учасники та терміни проведення
У чемпіонаті брали участь 6 команд. Розпочався чемпіонат 15 вересня 2017 року, завершився 13 травня 2018 року. Матч за жіночий Суперкубок відбувся 5 вересня 2017 року у Львові між командами «Галичанка» Львів та «Дніпрянка» Херсон. Перемогу з рахунком 34:23 святкувала «Галичанка».
Згідно з регламентом, чемпіонат складається з двох етапів, та, за потреби, серії ігор плей-оф.
У першому етапі чемпіонату проведено 10 турів, кожна команда провела зі всіма суперниками 20 матчів (по два в кожному турі). Завершився попередній етап 7 квітня 2018 року матчем між херсонською «Дніпрянкою» та миколаївським «Реалом».
На другому етапі чемпіонату команди були розподілені на дві групи за результатами ігор попереднього етапу. До групи «А» включаються команди, що зайняли 1-3 місця після попереднього етапу. До групи «Б» включаються команди, що зайняли 4-6 місця. Триватиме фінальний етап чемпіонату 3 тури по дві гри в турі, на майданчику кожної з команд із збереженням очок, набраних на попередньому етапі.
Плей-оф. Якщо після завершення першого та другого етапів різниця набраних очок команд, що зайняли 1 та 2 місця і/або між командами, що зайняли 3 та 4 місця становить 7 чи менше, то для визначення Чемпіона України та бронзового призера між ними проводиться серія ігор плей-оф до двох перемог. При нічийному результаті матчу, після основного часу, командам надається 5-хвилинна перерва, після якої призначається додатковий ігровий час — два тайми по 5 хвилин з перервою між ними в одну хвилину. Якщо знову не буде виявлений переможець, то після 5-хвилинної перерви призначається ще один двотаймовий додатковий ігровий час. Якщо і після другого додаткового ігрового часу не буде виявлено переможця, то призначається серія 7-метрових штрафних кидків.
Цього сезону в серії ігор плей-оф визначалась доля бронзових нагород чемпіонату. За бронзу боролись команди «Дніпрянка» (Херсон) та «Реал» (Миколаїв), які після закінчення другого етапу чемпіонату здобули 24 та 32 очки відповідно. У двох матчах плей-оф перемогли гравчині «Дніпрянки», що дозволило їм вшосте стати бронзовими призерками чемпіонату.

## Турнірна таблиця. Суперліга

### Попередній етап
| № | Команда                        | І  | В  | Н | П  | М       | О  |
| - | ------------------------------ | -- | -- | - | -- | ------- | -- |
| 1 | «Галичанка» Львів              | 20 | 19 | 0 | 1  | 565:382 | 38 |
| 2 | «Карпати» Ужгород              | 20 | 14 | 1 | 5  | 550:451 | 29 |
| 3 | «Дніпрянка» Херсон             | 20 | 10 | 2 | 8  | 488:461 | 22 |
| 4 | РЕАЛ-МОШВСМ-НУК Миколаїв       | 20 | 9  | 3 | 8  | 500:472 | 21 |
| 5 | «Спартак» Київ                 | 20 | 5  | 0 | 15 | 501:570 | 10 |
| 6 | «Економ-Університет» Тернопіль | 20 | 0  | 0 | 20 | 390:658 | 0  |

### Фінальний етап

#### Група «А»
| № | Команда            | І  | В  | Н | П  | М       | О  |
| - | ------------------ | -- | -- | - | -- | ------- | -- |
|   | «Галичанка» Львів  | 26 | 23 | 2 | 1  | 740:509 | 48 |
|   | «Карпати» Ужгород  | 26 | 16 | 3 | 7  | 694:596 | 35 |
| 3 | «Дніпрянка» Херсон | 26 | 11 | 2 | 13 | 627:647 | 24 |

#### Група «Б»
| № | Команда                        | І  | В  | Н | П  | М       | О  |
| - | ------------------------------ | -- | -- | - | -- | ------- | -- |
| 4 | РЕАЛ-МОШВСМ-НУК Миколаїв       | 26 | 14 | 4 | 8  | 699:603 | 32 |
| 5 | «Спартак» Київ                 | 26 | 8  | 1 | 17 | 685:733 | 17 |
| 6 | «Економ-Університет» Тернопіль | 26 | 0  | 0 | 26 | 515:872 | 0  |

Після завершення 13-го туру (третього з'їздного туру другого етапу)

### Плей-оф
- 10 травня 2018 року, м. Городенка. «Реал» — «Дніпрянка» 19:20;
- 13 травня 2018 року, м. Херсон. «Дніпрянка» — «Реал» 29:25.